# Manitoba
Manitoba (/ˌmænɪˈtoʊbə/ ⓘ MAN-ih-TOH-bə) là một trong ba tỉnh bang nằm ở trung tâm của Canada, có cùng biên giới với Ontario, Saskatchewan và Nunavut, phía bắc giáp vịnh Hudson và phía nam giáp hai bang Minnesota và Bắc Dakota của Hoa Kỳ.
Hầu hết dân Manitoba có nguồn gốc Anh. Nhưng nhiều thay đổi trong mô hình nhập cư và di trú đã biến tỉnh này là nơi mà không có một sắc tộc nào nổi bật về số lượng.
Có trên 700 tổ chức ở tỉnh này hỗ trợ cho công dân mới và dân nhập cư. Khoảng 60% trong số một triệu người dân Manitoba sinh sống ở thành phố chính Winnipeg, thủ phủ của tỉnh bang này. Thành phố lớn thứ hai là Brandon, ở phía tây nam Manitoba. Tên Manitoba có thể đến từ tiếng Cree manitou bou có nghĩa là "Eo biển hẹp của Thần linh Vĩ đại". Manitoba cũng là quê hương của Vườn Hoà bình Quốc tế - khu vườn lớn nhất thế giới dành tặng cho hoà bình thế giới.